# Алиабад-э-Демек
Алиаба́д-э-Деме́к, или Алиаба́д-э-Деме́г, или Алиаба́д (перс. علي اباددمق‎) — небольшой город на западе Ирана, в провинции Хамадан. Входит в состав шахрестана Малайер.
На 2006 год население составляло 6 673 человека.

## География
Город находится в южной части Хамадана, в горной местности, на высоте 1 978 метров над уровнем моря.
Алиабад-э-Демек расположен на расстоянии приблизительно 27 километров к юго-востоку от Хамадана, административного центра провинции и на расстоянии 270 километров к юго-западу от Тегерана, столицы страны.